# Kübelhof (Rugendorf)
Kübelhof ist ein Gemeindeteil der Gemeinde Rugendorf im Landkreis Kulmbach (Oberfranken, Bayern). Kübelhof liegt in der Gemarkung Rugendorf.

## Geografie
Die Einöde liegt im Keupervorland des Frankenwaldes und ist allseits von Acker- und Grünflächen umgeben. Im Westen steigt das Gelände zur Wernleite leicht an. Eine Gemeindeverbindungsstraße führt nach Rugendorf (1,7 km östlich) bzw. zur Kreisstraße KU 22 (0,8 km westlich).

## Geschichte
Kübelhof gehörte zur Realgemeinde Rugendorf. Gegen Ende des 18. Jahrhunderts bestand Kübelhof aus einem Anwesen (1 Gütleinhof, 1 Hofstatt). Das Hochgericht übte das bayreuthische Vogteiamt Seibelsdorf aus. Die Grundherrschaft über den Schaf- und Gülthof hatte das bambergische Amt Wartenfels, was aber vom Vogteiamt Seibelsdorf bestritten wurde.
Von 1797 bis 1808 unterstand der Ort dem Justiz- und Kammeramt Kulmbach. Mit dem Gemeindeedikt wurde Kübelhof dem 1808 gebildeten Steuerdistrikt Rugendorf und der im gleichen Jahr gebildeten Ruralgemeinde Rugendorf zugewiesen.

### Einwohnerentwicklung
| Jahr      | 001818 | 001819 | 001861 | 001871 | 001885 | 001900 | 001925 | 001950 | 001961 | 001970 | 001987 |
| Einwohner |        | 14     | 12     | 9      | 8      | 7      | 11     | 16     | 7      | 7      | 4      |
| Häuser    | 2      |        |        |        | 1      | 1      | 1      | 1      | 1      |        | 1      |
| Quelle    | [ 6 ]  | [ 9 ]  | [ 10 ] | [ 11 ] | [ 12 ] | [ 13 ] | [ 14 ] | [ 15 ] | [ 16 ] | [ 17 ] | [ 1 ]  |

## Religion
Kübelhof gehörte ursprünglich zur katholischen Pfarrei St. Bartholomäus (Wartenfels). Im 19. Jahrhundert war die Mehrheit der Bevölkerung evangelisch und nach St. Erhard und Jakob (Rugendorf) gepfarrt.